# Guennadi Tímchenko
Guennadi Nikoláyevich Tímchenko (en ruso: Геннадий Николаевич Тимченко; nacido el 9 de noviembre de 1952) es un oligarca y empresario multimillonario ruso. Es fundador y dueño de la firma de inversión privada Volga Group. Anteriormente fue copropietario de Gunvor Group .
Tímchenko ha sido amigo cercano del líder ruso Vladímir Putin desde principios de la década de 1990. En 1991, Putin le dio a Tímchenko una licencia de exportación de petróleo. Posteriormente, Timchenko fundó Gunvor, que exportaría miles de millones de dólares en petróleo ruso.
La firma de inversión de Tímchenko, Volga Group, es accionista mayoritario del gigante del gas natural Novatek. Las filtraciones de Pandora Papers revelaron que una empresa de Tímchenko, que tuvo un papel clave en la inversión de Novatek y obtuvo préstamos masivos a través de empresas ficticias anónimas en el extranjero. Tímchenko fue sancionado por los EE . UU. por la adhesión de Crimea por parte de Rusia en 2014. Se ha enfrentado a más sanciones a causa de la invasión de Ucrania en febrero de 2022 por parte del gobierno del Reino Unido.
En marzo de 2022, Tímchenko ocupaba el puesto 205 en el Índice de multimillonarios de Bloomberg, con una fortuna estimada de 10,300 millones de dólares estadounidenses y lo convertía en la sexta persona más rica de Rusia. Es conocido por ser el presidente de la junta directiva de la Liga Continental de Hockey, y presidente del club de hockey sobre hielo SKA San Petersburgo. Es ciudadano de Rusia, Finlandia y Armenia.

## Primeros años y educación
Tímchenko nació en Leninakan, RSS de Armenia, Unión Soviética (ahora Guiumri, Armenia), en 1952. Su padre estaba en el ejército soviético y sirvió en la Segunda Guerra Mundial. Pasó 6 años de su infancia (de 1959 a 1965) en la República Democrática Alemana, donde aprendió alemán, y en la RSS de Ucrania. En 1976, se graduó del Instituto Mecánico de San Petersburgo, como ingeniero eléctrico, según una entrevista de 2008 con el Wall Street Journal.

## Carrera profesional
En 1977, Tímchenko comenzó a trabajar como ingeniero en la planta de Izhorski, cerca de San Petersburgo, que se especializaba en la construcción de generadores de energía. Luego fue trasladado al departamento comercial de esta empresa estatal.[cita requerida]
De 1982 a 1988 se desempeñó como ingeniero superior del Ministerio de Comercio Exterior. En 1988, cuando Rusia comenzó a liberalizar su economía, fue ascendido a director adjunto de la empresa petrolera estatal KiNEx, que había sido creada en 1987 sobre la base de la refinería Kirishi, una de las tres refinerías más grandes de la RSFSR.
En 1991, Tímchenko dejó Rusia y fue contratado por una empresa con sede en Finlandia, Urals Finland Oy, especializada en importar petróleo ruso a Europa. Se instaló en Finlandia y se convirtió en ciudadano finlandés. Mientras Anatoli Sobchak estaba en el exilio, Tímchenko era el enlace entre Sobchak y Vladímir Putin.
En 1995, Urals Finland Oy pasó a llamarse International Petroleum Products Oy (IPP), y Tímchenko se convirtió en subgerente y luego director ejecutivo de IPP OY. En 1997, cofundó la empresa de comercio mundial de productos básicos Gunvor con el empresario sueco Torbjörn Törnqvist. Vendió a Törnqvist su participación en marzo de 2014, un día antes de las sanciones estadounidenses por la adhesión de Crimea.
En 2007, Tímchenko fundó el fondo de inversión privado Volga Group (Volga Resources Group). El grupo Volga posee activos rusos e internacionales en los sectores de energía, transporte, infraestructura, servicios financieros y consumo.[cita requerida]

### Gunvor
Tímchenko fue cofundador (junto con Torbjörn Törnqvist) de Gunvor Group, una corporación registrada en Chipre y que opera en el comercio y la logística de productos relacionados con el mercado energético internacional. El 19 de marzo de 2014, Tímchenko vendió su participación en Gunvor al otro cofundador, Torbjörn Törnqvist. La venta se realizó el día antes de que Tímchenko fuera incluido en la lista de sanciones de Estados Unidos tras la adhesión de Crimea por parte de Rusia . Tímchenko dijo que había vendido su participación en previsión de "sanciones económicas potenciales" y para "garantizar con certeza las operaciones continuas e ininterrumpidas de Gunvor Group". El valor de la transacción no fue revelado.

### Grupo Volga
En 2007, Tímchenko fundó el fondo Volga Resources, con sede en Luxemburgo. El fondo, que consolida los activos de Tímchenko, pasó a denominarse en junio de 2013 como Volga Group y se presentó en el Foro Económico Internacional de San Petersburgo. Señaló que, durante los próximos años, su grupo se centrará en el desarrollo de proyectos de infraestructura en Rusia.
El propósito de este fondo "se basa en inversiones directas e indirectas en activos impulsados por su valor en Rusia y el mercado internacional, que producen rendimientos constantes a largo plazo". El grupo posee activos en los sectores energéticos, de transporte e infraestructura, así como servicios financieros, bienes de consumo e inmobiliarios. Sus inversiones más importantes se encuentran en la gasífera Novatek y la petroquímica Sibur.[cita requerida]

### Airfix Aviation
En abril de 2014, Tímchenko vendió su participación del 49% en la empresa finlandesa IPP Oy, que poseía el 99% de la empresa de aviación finlandesa Airfix Aviation. Esta era una pequeña parte de la cartera del Grupo Volga. Tímchenko estuvo sujeto a sanciones internacionales después de la adhesión rusa de Crimea en abril de 2014.
IPP Oil Products (Chipre), asociado estrechamente con Tímchenko, también ha recibido sanciones. El empresario finlandés, Kai Paananen, socio de Timchenko, está estrechamente relacionado con Airfix Aviation y las empresas IPP.
Volga Group ha sido incluido por el Departamento del Tesoro de EE. UU. (OFAC - Oficina de Control de Activos Extranjeros) como SDN (Nacionales Especialmente Designados) en las listas de sanciones relacionadas con Ucrania de 2014.

### Sanciones
En marzo de 2014, luego del referéndum sobre el estatus de Crimea, el Departamento del Tesoro de los Estados Unidos incluyó a Tímchenko en la Lista de Nacionales Especialmente Designados (SDN), una lista de personas sancionadas como “miembros del círculo interno del liderazgo ruso”. Las sanciones congelan cualquier activo que tenga en Estados Unidos y le prohíben ingresar a Estados Unidos. Tímchenko está en la lista de "oligarcas" rusos nombrados en el informe no clasificado de la CAATSA.
El 22 de febrero de 2022, el gobierno del Reino Unido anunció sanciones a Tímchenko después de que Rusia reconociera la independencia de las repúblicas populares de Donetsk y Lugansk y desplegara tropas en las repúblicas. El 28 de febrero de 2022, en relación con la invasión rusa de Ucrania de 2022, la Unión Europea incluyó a Tímchenko en su lista negra y congeló todos sus activos. El 4 de marzo de 2022 la policía italiana incautó su yate Lena en la ciudad portuaria de San Remo. El yate también fue incluido en una lista de sanciones de los Estados Unidos, junto con su esposa e hija.

## Vida personal y ciudadanía
Tímchenko está casado con Elena y tienen tres hijos. Para marzo de 2014, Tímchenko vivía en Moscú, Rusia, mientras que su familia reside en Suiza. Su hija Ksenia está casada con Gleb Frank, hijo del exministro de transporte de Putin, Sergei Frank.[cita requerida]
En una entrevista con The Wall Street Journal, Tímchenko dijo que en 1999 renunció a la ciudadanía rusa y se convirtió en ciudadano finlandés.
En 2004, Helsingin Sanomat escribió que Tímchenko adquirió la ciudadanía finlandesa y que vivía en Ginebra en ese momento. En una entrevista de octubre de 2012 a la edición rusa de Forbes, Tímchenko dijo que tenía ciudadanía rusa y finlandesa.[cita requerida] En agosto de 2014, Tímchenko dijo en una entrevista con ITAR-TASS que necesitaba la ciudadanía finlandesa para viajar en la década de 1990, cuando era más difícil viajar con un pasaporte ruso, y que nunca ocultó tener dos pasaportes. Dijo que, durante los últimos catorce años, había estado pagando impuestos en Suiza y, antes de eso, en Finlandia. "Transfiero escrupulosamente a Rusia el dinero que debo al presupuesto ruso. En teoría, podría haber reducido las transferencias citando la regla sobre la inadmisibilidad de la doble tributación, pero nunca lo hice: me di cuenta de las ganancias que mi dinero se destinaba a salarios de médicos, maestros y militares rusos; yo no iba a declararme en quiebra bajo ninguna circunstancia. No me haría pobre si compartiera la riqueza con otros". El anuncio del Departamento del Tesoro de EE. UU. de personas bajo sanciones debido a la crisis de Crimea de 2014 lo incluye como ciudadano de Rusia, Finlandia y Armenia.

## Riqueza
Según la revista Forbes, Tímchenko es una de las personas más ricas de Rusia y del mundo:
|                               | 2008 | 2009 | 2010 | 2011 | 2012 | 2013 | 2014 | 2016 |
| Riqueza ($ miles de millones) | 2.5  | 0.4  | 1.9  | 5.5  | 9.1  | 14.1 | 15.3 | 11.7 |
| Clasificación mundial         | 462  | -    | 536  | 185  | 99   | 62   | 61   | 118  |
| Clasificación rusa            | 43   | 98   | 36   | 26   | 12   | 9    | 6    |      |

De acuerdo a la publicación rusa RBC, en 2012 el patrimonio de Tímchenko se estimó en 24.61 miles de millones de dólares.
Además de sus activos comerciales, Tímchenko también posee una propiedad en Ginebra, Suiza, que consta de poco más de 1 hectárea de terreno y un área interna de 341 m². Según la Oficina de Registro de la Propiedad de Ginebra, el precio de compra de la propiedad fue de 8,4 millones de francos suizos (en el momento de la compra en 2001, unos 11 millones de dólares estadounidenses). Compró el yate Lena por $ 18 millones en 2009.
Sus ingresos, según las autoridades fiscales finlandesas, se multiplicaron por diez entre 1999 y 2001. En 2001 declaró unos ingresos de 4,9 millones de euros. Debido al alta tasa tributaria, Tímchenko se mudó a Suiza en 2002.
En junio de 2022, Forbes estimó su patrimonio neto en 23.10 miles de millones de dólares, lo que lo convierte en la 64.ª persona más rica del mundo.

### Investigación
En noviembre de 2014, The Wall Street Journal informó que la Oficina del Fiscal Federal para el Distrito Este de Nueva York está examinando acusaciones sobre transacciones en las que Gunvor Group compró petróleo a la rusa OAO Rosneft y lo vendió a terceros a través del sistema financiero estadounidense, lo que podría haber sido ilegal. Gunvor emitió un comunicado el 6 de noviembre negando haber cometido ningún delito.

## Negocios en los deportes
En julio de 2013, junto con los hermanos Arkady Rotenberg y Boris Rotenberg, Tímchenko estableció la Arena Events Oy, comprando el 100% de la Hartwall Areena de Helsinki. También compraron una participación en Jokerit, el seis veces campeón nacional de la liga finlandesa de hockey sobre hielo de alto nivel, Liiga. En consecuencia, Jokerit se transfirió a la Liga Continental de Hockey para la temporada 2014-15 y juegan en la Conferencia Oeste de la división Bobrov. También son propietarios del gran pabellón deportivo Hartwall Areena en Helsinki.

## Actividades públicas y filantropía
En 1998, Tímchenko cofundó el Club de Judo Yawara-Neva.
En 2007, Tímchenko y la empresa Surgutex fundaron la fundación benéfica Kluch, que desarrolla hogares de acogida profesionales en las regiones de Leningrado, Tambov y Riazán. En 2008, Gennady y Elena Timchenko fundaron la Fundación Neva en Ginebra, con el fin de promover y financiar proyectos culturales en Suiza y Rusia. La fundación se ha centrado en el arte lírico y en una asociación con el Grand Teatro de Ginebra. El renombrado director de orquesta de la Filarmónica de San Petersburgo, Yuri Temirkanov, ha sido fideicomisario.
En 2010, Guennadi y Elena Tímchenko crearon la Fundación Ladoga. La principal actividad del fondo ha sido la prestación de ayuda a las personas mayores, así como la restauración de monumentos del patrimonio espiritual y cultural, el apoyo a proyectos culturales y el apoyo a proyectos en el campo de la tecnología médica moderna. En septiembre de 2013, la Fundación Ladoga pasó a llamarse Fundación Elena y Guennadi Tímchenko (o simplemente Fundación Tímchenko para abreviar), consolidando todas sus actividades altruistas.[cita requerida]
En 2011, Tímchenko fue elegido presidente del Consejo Económico de la Cámara de Comercio Franco-Rusa (CCIFR). El mismo año, también fue nombrado Presidente de la Junta Directiva y Presidente de SKA San Petersburgo, el equipo líder de hockey sobre hielo. En 2012, fue nombrado Presidente de la Junta Directiva de la Liga Continental de Hockey (KHL).
Es miembro del consejo de administración del Museo Judío y Centro de Tolerancia en Moscú y es miembro del consejo de administración de la Sociedad Geográfica Rusa.
En 2020, Tímchenko donó 2,900 millones de rublos para ayudar a combatir la pandemia de COVID-19.

## Deportes y pasatiempos
A Tímchenko le gusta jugar y ver tenis. A través de su antigua empresa finlandesa, IPP, ha patrocinado un torneo de tenis al aire libre en Finlandia desde 2000, el IPP Open. Según informes no confirmados financió al equipo nacional finlandés en la Copa Davis y ha patrocinado a varios tenistas rusos.
Los medios lo han mencionado como patrocinador de un equipo de vela que participa en la competencia internacional de vela RC44.
En abril de 2011, Tímchenko reemplazó a Aleksandr Medvédev como presidente de la junta directiva de SKA San Petersburgo, el club de hockey sobre hielo con sede en San Petersburgo. En mayo del mismo año, bajo la nueva estructura directiva del club, fue nombrado Presidente del Club. En julio de 2012, reemplazó a Vyacheslav Fetisov como presidente de la junta directiva de la Liga Continental de Hockey KHL. La Fundación Tímchenko promueve el desarrollo del hockey sobre hielo y el ajedrez entre los jóvenes.
En 2013, se convirtió en uno de los patrocinadores y organizadores de uno de los torneos internacionales de ajedrez más importantes en la clasificación ELO: el Alekhine Memorial.

## Premios
En 2013, fue nombrado Caballero de la Légion de Honor por crear una exposición permanente de arte ruso en el Louvre, apoyar al Museo Ruso de San Petersburgo y ayudar en la organización del torneo de ajedrez Alekhine Memorial. Este premio llevó al escritor político ruso Andréi Piontkovski a escribir que "otorgarle a un criminal que tiene el apodo de Gangrena la más alta distinción avergüenza al estado francés".